# Lișciînî, Jîdaciv
Lișciînî (în ucraineană Ліщини) este un sat în comuna Hruseatîci din raionul Jîdaciv, regiunea Liov, Ucraina.

## Demografie
Componența lingvistică a localității Lișciînî
     Ucraineană (99,83%)
     Alte limbi (0,17%)
Conform recensământului din 2001, majoritatea populației localității Lișciînî era vorbitoare de ucraineană (99,83%), existând în minoritate și vorbitori de alte limbi.